# Montserrat Figueras
Montserrat Figueras García (ur. 15 marca 1942 w Barcelonie, Katalonia, Hiszpania, zm. 23 listopada 2011) – katalońska sopranistka, specjalizująca się w wykonaniach muzyki dawnej (nurt wykonawstwa historycznego).
Początkowo studiowała pod okiem Jordiego Albareda. Była członkiem lokalnego chóru Aleluya, a następnie zespołu muzyki dawnej Enrisa Gisperta – Ars Musicae. W 1968 wyszła za mąż za Jordiego Savalla, wiolonczelistę w Ars Musicae. Studia muzyczne kontynuowała w Schola Cantorum Basiliensis i w Akademii Muzycznej w Bazylei.
W 1974, wraz z mężem oraz z Lorenzo Alpertem i Hopkinsonem Smithem założyli zespół muzyki dawnej – Hespèrion XXI. Sformowali także takie zespoły jak La Capella Reial de Catalunya i Le Concert des Nations.
Występowała również ze swoimi dziećmi – Arianną i Ferranem.
Była laureatką wielu nagród, m.in. Edison Klassiek, Grand Prix of the Nouvelle Académie du Disque i Grande Prix of the Académie Charles Cross. Była dwukrotnie nominowana do nagrody Grammy (w 2001 w kategorii Best Small Ensemble Performance za Diaspora Sefardi i w 2002). W 2003 została uhonorowana wyróżnieniem rządu francuskiego Officier de l’Ordre des Arts et des Lettres (Oficer Francuskiego Orderu Sztuki i Literatury).
17 czerwca 2008, wraz z Jordim Savallem, została mianowana Artystką dla Pokoju (Artists for Peace) UNESCO. Jako uzasadnienie nominacji podano ich wybitne muzyczne zaangażowanie w międzykulturowy dialog i wkład w szerzenie ideałów organizacji (for their outstanding musical commitment to intercultural dialogue and their contribution to furthering the Organization’s ideals).
Artystka wystąpiła kilkukrotnie w Polsce, m.in. 31 marca 2010 w kościele św. Katarzyny w Krakowie w ramach festiwalu Misteria Paschalia (projekt La Ruta de Oriente).